# Dzwonnica w Aghadoe
Dzwonnica w Aghadoe – dzwonnica znajdująca się w miejscowości Aghadoe, w hrabstwie Kerry, w Irlandii. Stoi ona przy ruinach dawnego kościoła.

## Historia
Dzwonnica została wybudowana na przełomie XI i XII wieku. Pierwotnie miała ok. 30 metrów wysokości. Wskutek zniszczeń, zachowała się tylko jej dolna część, mierząca 5,4 metra wysokości oraz średnicy 4,4 metra.

## Architektura
Wieża jest zbudowana z piaskowca. W budynku nie zachowały się żadne okna, ani drzwi. Najwyższy punkt ruin wieży znajduje się na wysokości ok. 5,4 metra, a najniższy ok. dwóch metrów niżej. Grubość ścian w dolnej części dzwonnicy waha się od ok. 1,14 metra do 2,2 metra.

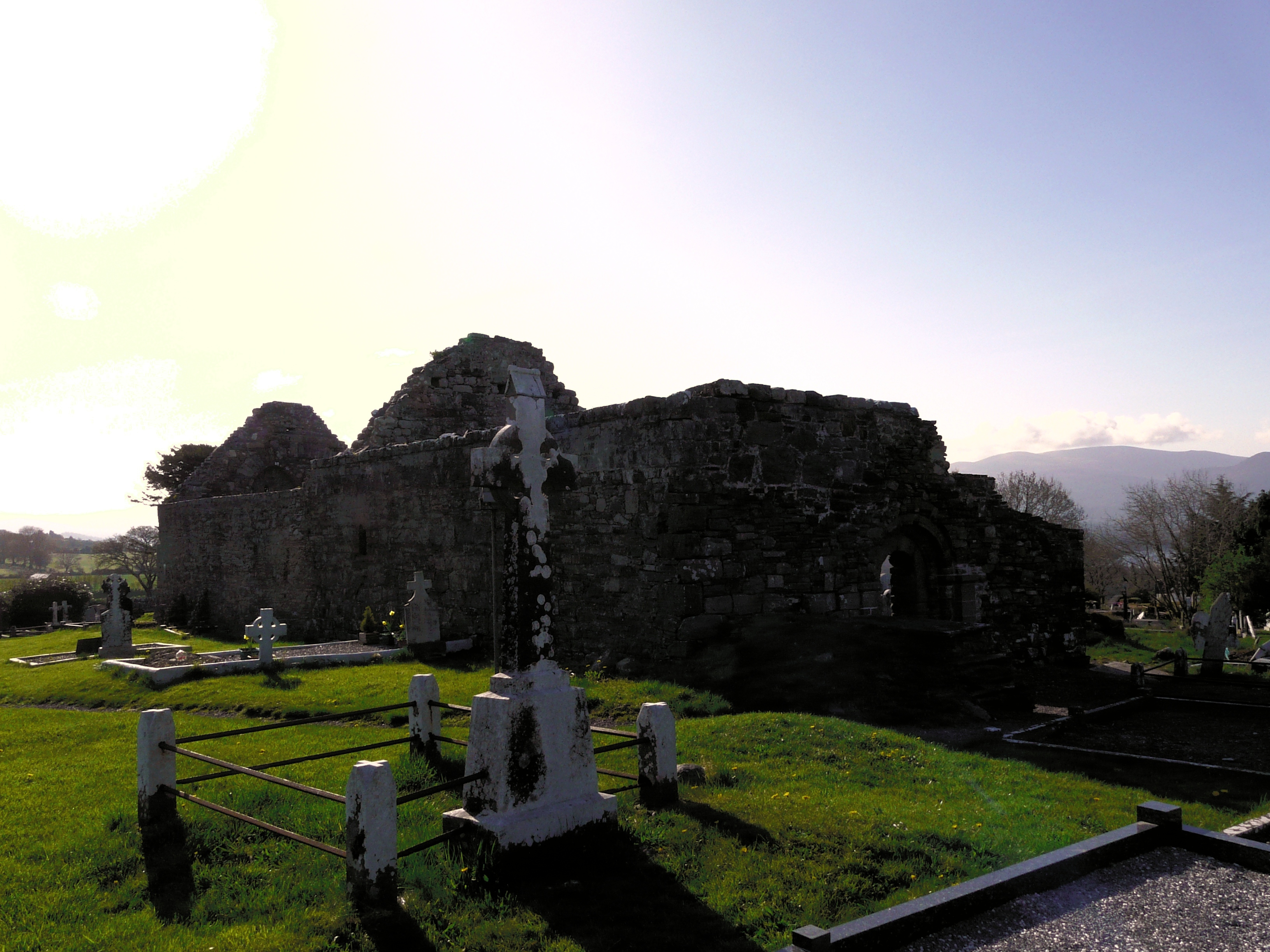
Ruiny kościoła i cmentarz w pobliżu dzwonnicy
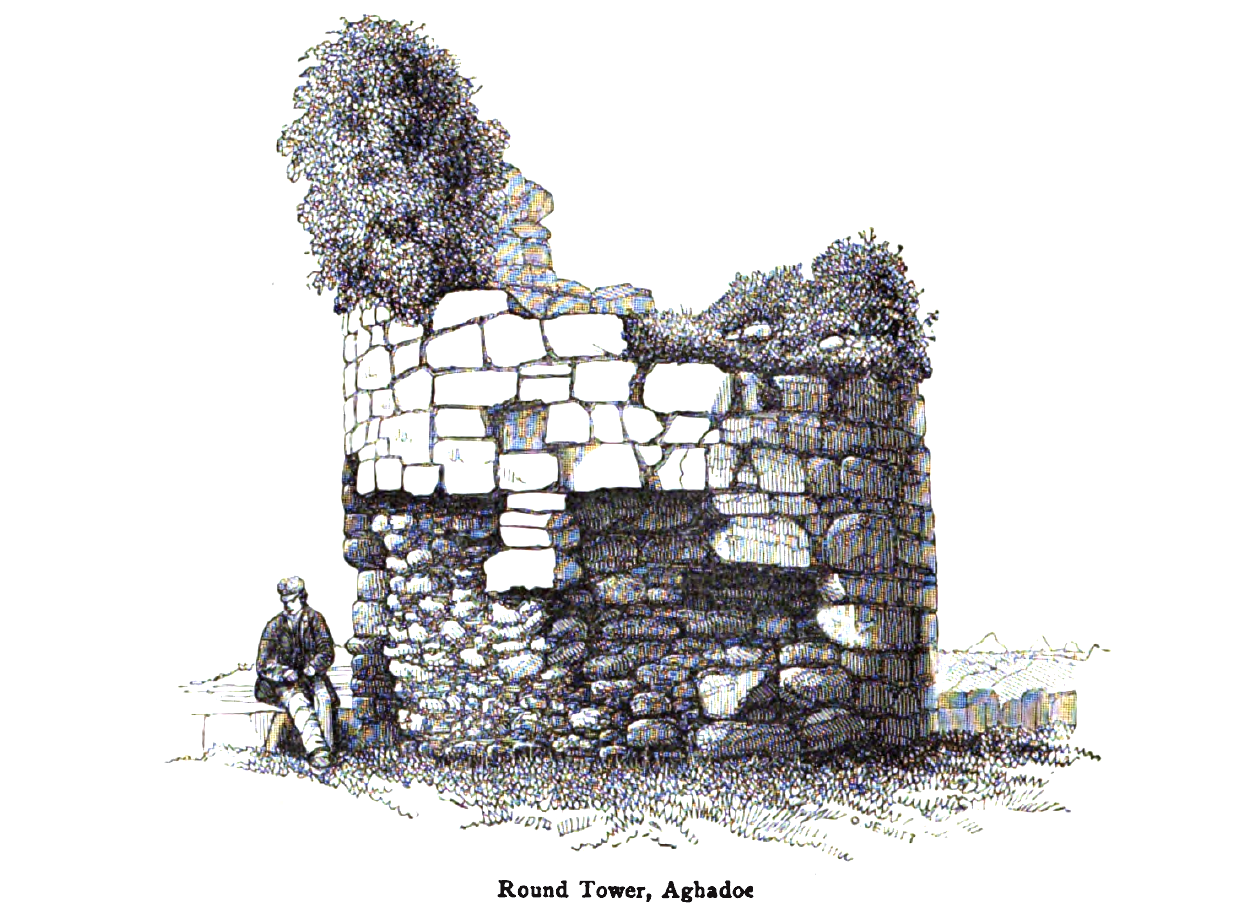
Rysunek ruin wieży wykonany w 1892 roku